# 納沙·巴拉薛迪
納沙·巴拉薛迪（阿拉伯語：ناصر بارازيت，Nacer Barazite，1990年5月27日—），出生於荷蘭阿納姆，是一個荷蘭籍摩洛哥裔足球員，司職進攻中場或輔鋒，現效力奧地利足球超級聯賽球會奧地利維也納。

## 生平

### 球會
巴拉薛迪在荷甲球會奈梅亨展開他的足球生涯，他於2006年加盟阿仙奴，在球會的U-18隊和預備組隊擔任重要角色。他於2007年9月簽下一隊合約，於對巴内特的季前熱身賽取得其代表阿仙奴的首個入球。
於2007年10月31日，巴拉薛迪首次代表阿仙奴一隊出賽，聯賽盃第四圈賽事對錫菲聯時入替前鋒伊度亞度達施華。 他第二次上陣同樣是入替隊友，2007年12月18日他於聯賽盃八強對布力般流浪入替蘭度，但只上陣17分鐘便因肩膀脫臼而被隊友法蘭·美列達入替。
巴拉薛迪在受傷後返回預備組隊回復狀態，在U-18代表隊，他演出在阿仙奴中首次帽子戲法，令球會最終以5:2大勝修咸頓，其餘兩球由隊友盧基·費利文射入。巴拉薛迪亦有於2007-08球季聯賽煞科戰對新特蘭時進入後備名單，但並沒有上陣。
於2008年7月19日，阿仙奴於巴内特主場山下球場友谊賽，巴拉薛迪射入一球助球隊終以2:1勝出賽事。
2008年8月阿仙奴將巴拉薛迪外借至降班英冠的打比郡足球會，以汲取經驗。在上半年巴拉薛迪為打比郡上陣19次，借用期延長到球季末。2009年2月18日主場4-1擊敗黑池，巴拉薛迪完場前射入「埋齋」，取得個人首個入球。 
2010年8月31日巴拉薛迪獲外借返回荷蘭加盟一個球季，期間上陣9場及射入1球。2011年1月31日巴拉薛迪正式轉投奧地利足球超級聯賽球會奧地利維也納。

### 國家隊
他曾代表荷蘭U-17國家隊上陣，參加2007年歐洲U-17足球錦標賽，在對比利時的賽事中為荷蘭入球，結果賽和2-2，但最終荷蘭不能晉級。

## 外部連結
- 足球数据库：納沙·巴拉薛迪的球员统计数据